# Біла мечеть (Рамла)
Біла мечеть (івр. המסגד הלבן, араб. المسجد الأبيض) — старовинна дамаська мечеть у місті Рамла, Ізраїль. На сьогоднішній день зберігся тільки мінарет. Згідно з ісламською традицією, північно-західна частина мечеті вміщувала макам відомого ісламського пророка — Саліха.
Мінарет також відомий як «Вежа сорока мучеників». Мусульманська традиція, що починається з 1467 року, стверджує, що сорок сахаба пророка Магомета були поховані в мечеті, що помилково вплинуло на західнохристиянську традицію від XVI століття, яка стверджувала, що Біла мечеть була спочатку церквою на честь Сорока Севастійських мучеників.
У 2000 році Ізраїль подав заявку на занесення Білої мечеті до попередньому списку Світової спадщини ЮНЕСКО.

## Історія
Мечеть була побудована халіфом Сулейманом ібн Абд аль-Маліком у 715–717 роках, але добудована його наступником Умаром II до 720 року. Сама мечеть була побудована з мармуру, тоді як її двір був зроблений з іншого місцевого каменю. Через двісті років Аль-Мукаддасі описав мечеть, яка розміщувалась на ринковій площі, як більш красиву і пишнішу в порівнянні з Великою Мечеттю у Дамаску.

### Реставрація
Землетрус у січні 1034 року зруйнував мечеть і третю частину міста, «залишивши лише купу руїн». У 1047 році Насір Хосрав повідомив, що мечеть відбудували.

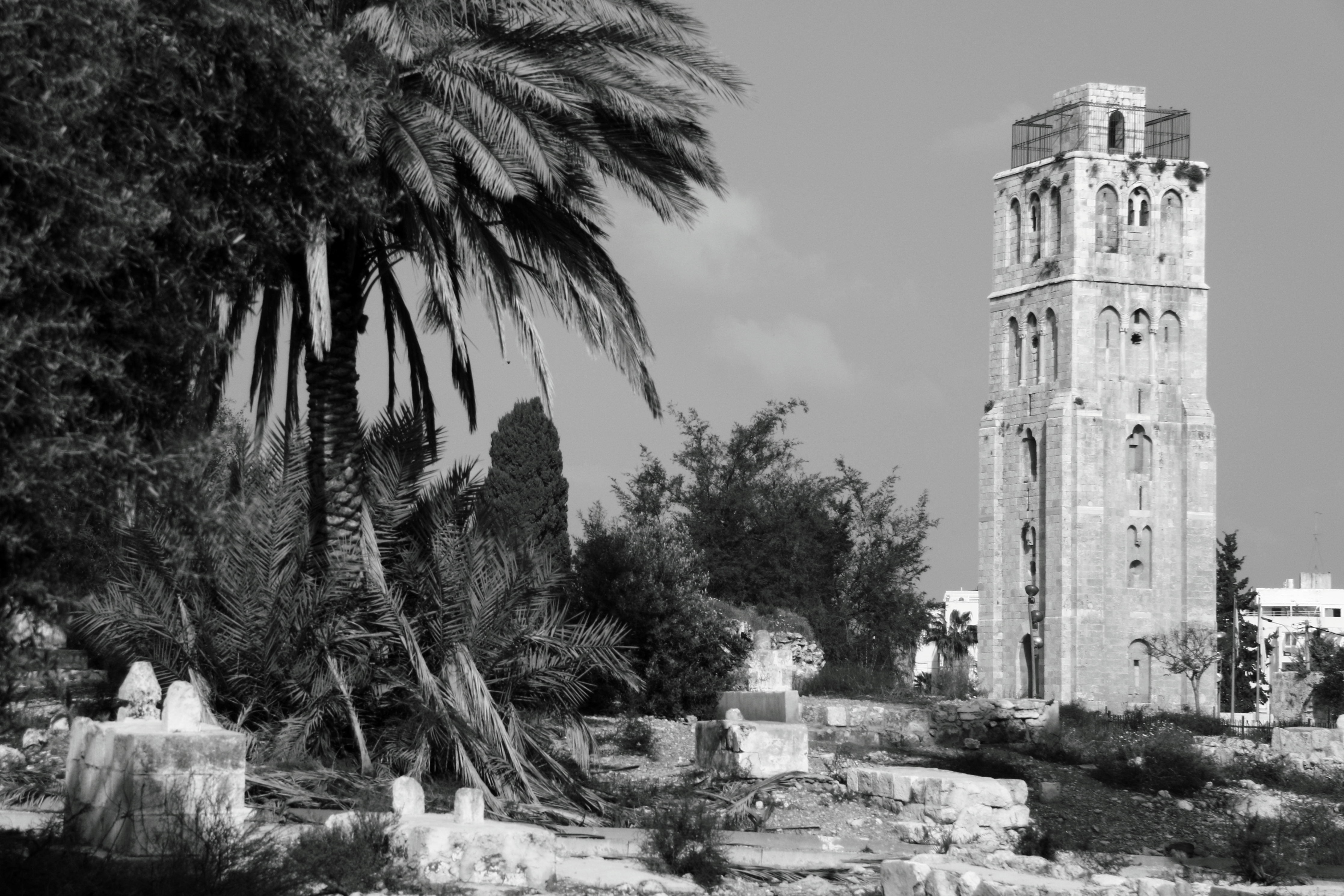
Вид на Білу мечеть, 2017 рік

Після первинного будівництва Ілля Ібн Абд Аллах керував розробкою другої фази огородження західної стіни та спорудження центральної очисної будівлі для Салах ад-Діна в 1190 році. Третя фаза — у 1267–1268 роках — розпочалася після припинення окупації хрестоносцями. За розпорядженням мамлуцького султана аль-Захіра Бейбарса будівля знову набула статусу мечеті й була перебудована з додаванням купола, розміщенням нового амвона і молитовної ніші та з добавлянням мінарета. Султан Мухаммед аль-Насір Ібн Калаун відреставрував мінарет після землетрусу в жовтні 1318 року.
Мамлуки почали проводити реставраційні роботи в 1408 році.

## Архітектура

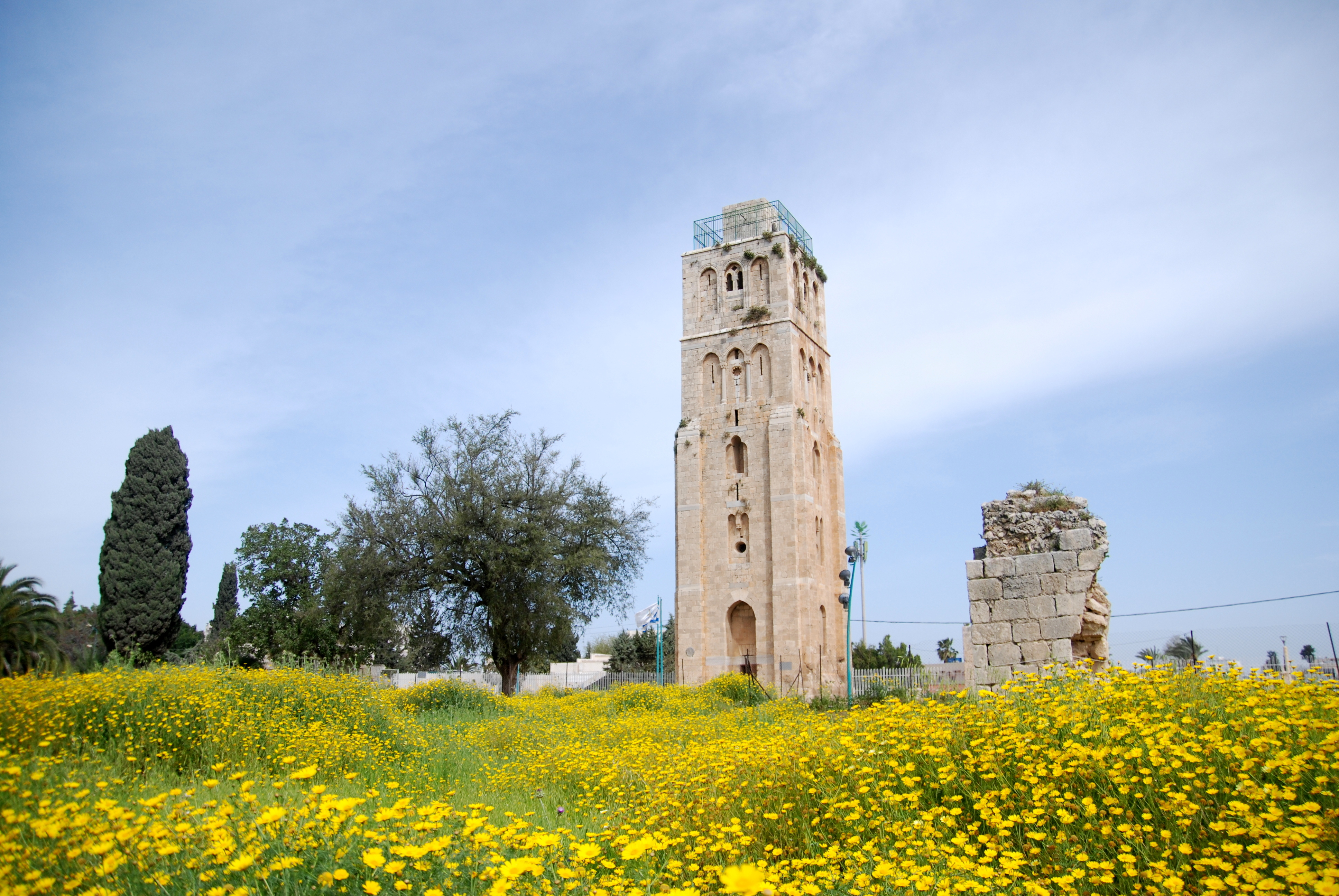

Значна частина мечеті була побудована з білого мармуру, для дверей був використаний кипарис і кедрове дерево. Мечеть мала чотири фасади, які були організовані по кардинальній осі, східний фасад — непридатний. Мінарет був побудований на північ від будівлі мечеті, у квадратній формі з п’ятьма поверхами, кожна прикрашена віконними нішами та балконом на верху. На дизайн мінарету, ймовірно, вплинули хрестоносці, але його побудували мамлуки. Мінарет має висоту 27 метрів (89 футів). Однак існує припущення, що мінарет, можливо, раніше розташовувався ближче до центру мечеті, оскільки там були знайдені залишки квадратного фундаменту. Хоча, можливо, це був просто фонтан. У мечеті також були три підземні цистерни із склепінчастими проходами під центральним двором.
У 789 році, під егідою Гаруна аль-Рашида, аббасиди побудували величезні цистерни для зберігання води під двором мечеті, які залишаються недоторканими донині. Широкі пілястри підтримують стелі цистерн. Вони були наповнені дощовою водою, зібраною з території навколо мечеті, та водою, яку постачав акведук із джерел на пагорбах на схід від Рамли. Водосховища подавали воду прихожанам мечеті та наповнювали басейн для вуду (вмивань) у центрі подвір’я, від яких сьогодні залишився лише фундамент.

## Археологічні розкопки
Розкопки, проведені в 1949 році від імені Міністерства з релігій та Департаменту старожитностей та музеїв Ізраїлю, показали, що корпус мечеті був побудований у вигляді чотирикутника і включав саму мечеть, два портики уздовж східної та західної стін, північну стіну, мінарет, невпізнану будівлю у центрі території і три підземні цистерни. Мечеть була широкою будівлею, з кіблою, зверненою до Мекки. Було знайдено два написи, в яких згадується ремонт мечеті. Перший стосується того, що султан Бейбарс збудував над мінаретом купол і додав двері. Другий напис зазначає, що в 1408 році у Сейф Ед-Дін Байгут ез-Захірі були південні стіни, покриті штукатуркою.